# 馬利奧夫尼切 (沙爾霍羅德區)
48°47′14″N 28°8′35″E / 48.78722°N 28.14306°E
馬利奧夫尼切（烏克蘭語：Мальовниче），是烏克蘭的村落，位於該國西南部文尼察州，由日梅林卡區負責管轄，面積16.64平方公里，海拔高度277米，2001年人口395，人口密度每平方公里23.74人。